# The Girl at the Key (film 1915)
The Girl at the Key è un cortometraggio muto del 1915 diretto da Ashley Miller.
Secondo episodio della serie Edison a un rullo The Girl Who Earns Her Own Living.

## Produzione
Il film fu prodotto dalla Edison Company.

## Distribuzione
Distribuito dalla General Film Company, il film - un cortometraggio in una bobina - uscì nelle sale cinematografiche USA il 9 gennaio 1915.